# Best Movie
Best Movie è una rivista mensile e un sito web di attualità cinematografica, pubblicati da Duesse Communication a partire dal gennaio 2002, con direttore responsabile Vito Sinopoli.

## Storia
Distribuita inizialmente solo in versione gratuita all'interno delle sale cinematografiche, dall'autunno del 2004 è invece stampata in tre versioni. Quella nel formato magazine è acquistabile in edicola al prezzo di 4,50 euro, ma la si può anche ricevere a casa, sottoscrivendo un abbonamento, in versione da collezione, con una copertina priva di didascalie. Infine la versione gratuita continua a essere distribuita in formato ridotto nei cinema multisala.
La rivista è anche disponibile in versione digitale per il download gratuito sui principali store online disponibili via smartphone e tablet.
Ogni mese Best Movie ospita approfondimenti e interviste che raccontano stili di vita e fenomeni che dalla settima arte traggono spunto, compresi fumetti, videogiochi, social network e moda.
La prima parte è dedicata ai film in uscita nel corso del mese e a quelli più attesi dei mesi successivi, mentre la seconda parte è riservata all'entertainment casalingo, con una panoramica sulle novità più importanti in DVD, Blu-ray e per lo streaming domestico. Un'ampia sezione è poi incentrata sulle serie Tv, con interviste e approfondimenti, e si conclude con uno spazio che raccoglie il meglio di videogiochi, libri, dischi e gadget a tema cinema del mese.
Della rivista esiste anche un'estensione online che ospita news legate al mondo del cinema, dai film in arrivo a quelli in lavorazione, passando per il gossip, l'home video e il box office. Qui si trovano recensioni e trailer, sondaggi e foto, oltre a reportage e approfondimenti dai principali festival ed eventi cinematografici. Un'intera sezione è infine dedicata alle opere di Zerocalcare, il fumettista romano che collabora con la rivista scrivendo e illustrando tavole inedite dedicate alle novità cinematografiche e televisive del momento.
Il sito web Bestmovie.it ospita anche le aree dedicate ai due marchi collaterali Movie For Kids e Best Serial. Movie For Kids, nato nel 2012 e integrato nel sito principale nel 2018, è una guida al cinema per ragazzi per una visione consapevole dei prodotti audiovisivi e delle trasmissioni televisive adeguate a tre fasce di età (3+, 7+, 12+). I collaboratori  sono a loro volta dei genitori e, oltre alla recensione, riferiscono l'esperienza personale vissuta insieme ai propri figli e le loro reazioni. Il secondo, Bestserial, integrato nel sito di bestmovie.it nel 2018, è una finestra informativa sul mondo delle serie Tv, con news, recensioni, approfondimenti e interviste sui prodotti televisivi di maggior successo.

## Filming Italy Best Movie Award
Dal 2014, all'interno della Mostra internazionale d'arte cinematografica di Venezia, Best Movie consegna il premio Filming Italy Award, che dal 2019 diventa Filming Italy Best Movie Award, e premia le migliori pellicole e serie tv, italiane ed internazionali, insieme ad attori e personaggi dell'industria cinematografica.